# 皂头镇
皂头镇，是中华人民共和国江西省上饶市广信区下辖的一个乡镇级行政单位。

## 行政区划
皂头镇下辖以下地区：
皂头社区、新田村、紫云村、窑山村、三联村、毛埂村、傅家村、象山村、毛湾村、毛棚村和周石村。

## 人口面积
面积：42.8k㎡　人口：32588人

## 历史沿革
1995年12月12日，撤销皂头乡设立皂头镇（赣民字[1995]252号批复）。